# Leptoomus
Leptoomus is een geslacht van vliesvleugeligen uit de familie Tanaostigmatidae. De wetenschappelijke naam van dit geslacht is voor het eerst geldig gepubliceerd in 2008 door Gibson.

## Soorten
Het geslacht Leptoomus is monotypisch en omvat slechts de volgende soort:
- Leptoomus janzeni Gibson, 2008